# 카일 래린
카일 크리스토퍼 래린(영어: Cyle Christopher Larin, 1995년 4월 17일 ~ )는 캐나다의 축구 선수로 현재 스페인 라리가의 마요르카에서 공격수로 활약하고 있다.